# トッパー・ヒードン
トッパー・ヒードン（Topper Headon、1955年5月30日 - ）は、イギリスのロック・ドラマー。パンク・ロック・バンド、ザ・クラッシュのメンバーとして知られる。
「トッパー」というあだ名はポール・シムノンの命名で、ヒードンに似た漫画のキャラクターに由来する。
ヒードンは1970年代後半から1980年代前半にかけての最高のパンク・ロック・ドラマーとされている。評論家グレッグ・プラト (Greg Prato) は「プロデューサーのサンディ・パールマンは、ヒードンの正確なタイミングやテクニックから彼を『人間ドラムマシーン』と評した」と書き記している。

## キャリア初期
十代の頃からジャズ・ドラマーとして地元のパブで活動し、後にザ・クラッシュのオーディションを受けた際にも影響を受けたミュージシャンとしてビリー・コブハム、バディ・リッチなどジャズ・ドラマーの名を挙げている。高校卒業後はアルバイトをしながらバンド活動をする生活が数年続いた。アメリカのR&Bグループ、テンプテーションズの前座をつとめたバンドにいたことがあるが、ヒードンはこれを「テンプテーションズにいた」と偽っていた。

## ザ・クラッシュ
ロンドンSSがドラマーを募集していた際にミック・ジョーンズと知り合い、これがきっかけで後にジョーンズが結成したザ・クラッシュに加入した。ヒードンに出会うまでに、ザ・クラッシュはアルバム『白い暴動』レコーディング時のドラマー、テリー・チャイムズなど何人ものドラマーを迎えた。職人肌のドラマーだったヒードンは、評価を得るまでの一時的のつもりでザ・クラッシュに参加した。しかしヒードンはザ・クラッシュのポテンシャルを引き出し、当初の計画を放棄した。彼は1978年のアルバム『動乱（獣を野に放て）』、1979年のUS版『白い暴動』中の数曲、同年の『ロンドン・コーリング』、1980年の『サンディニスタ!』と1982年の『コンバット・ロック』で演奏した。また、彼は『サンディニスタ!』の「イワンがG.I.ジョーに会う時」と『コンバット・ロック』の「ロック・ザ・カスバ」でリード・ボーカルを担当している。この両曲でヒードンはほとんどの作曲と、ドラム、ピアノ、ベースの演奏をこなしている。
ザ・クラッシュのボーカル、ジョー・ストラマーは、ヒードンのドラムはバンドの生命線だったと語っている。ヒードンは力強さ、スタミナを兼ね備え、伝統的ロック・ドラミングに加えファンクやレゲエ等においても有無を言わせぬプレイを見せた。

## 解雇とドラッグ中毒の日々
ヒードンのヘロイン中毒は彼とバンドの間の緊張を高めた。1981年末にはヘロイン所持容疑で逮捕され、東京·大阪公演を翌月に控えてバンドのメンバー全員が日本への入国許可を取り消されそうになるという事態を招いた。コカインも常用しており、ライブの最中にもステージの照明が落とされた時を見計らって使用していた。これらは彼のドラミングに大きな影響を及ぼし、バンドは彼に「薬をやめるかバンドをやめるか」の最後通牒を突きつけた。ヒードンはドラッグをやめることができず、「コンバット・ロック・ツアー」の始まった1982年5月10日にバンドを去った。バンドはヒードン脱退の本当の理由を隠し、疲労によるものと発表した。
ヒードン脱退後、ザ・クラッシュはツアーのため、オリジナル・ドラマーのテリー・チャイムズを再び雇った。
その後、ヒードンはジョーンズのザ・クラッシュ後のバンドビッグ・オーディオ・ダイナマイトのドラマーとして考えられたが、ヒードンがまだドラッグをやめていなかったため、実現しなかった。
ヒードンはその後、結果的にはほとんど注目されなかったソロ・アルバム『ウェイキング・アップ』（1986年）と、「Drumming Man」、「DuKane Road」、自作の「Hope for Donna」（この曲はマーキュリー・レコードのサンプラー・アルバム『Beat Runs Wild』（1986年）にも収録されている）を収録した12インチ・シングルのレコーディングに集中。このアルバムの後、ヒードンからヘロインの譲渡を受けた男性が中毒死する事件があり、1年3ヶ月の禁固刑に服した。
ヒードンは北ロンドンのプライオリー・サイキアトリック・ホスピタルで中毒と向き合いながら時間を過ごした。この病院はドラッグの中毒治療プログラムを持つ組織として世界的に知られる。また、ヘロイン用の注射針からC型肝炎に感染していたが、治療の結果、ウイルスが排除され治癒した。

## ドラッグ中毒後の活動
ヒードンはロキュメンタリー『ウェストウェイ・トゥ・ザ・ワールド』でインタビューを受けている。この映画で彼は率直に自身のドラッグ常用について詫び、自身が解雇されていなかったらバンドはもっと長く継続し、まだ一緒にいられたであろうと述べた。一方で「やり直すチャンスがあるなら、自分は後悔無しにまた同じことをやるだろう。俺はそういう奴だから」とも語っている。
ザ・クラッシュ解散後、彼の名前を聞くことは稀有になった。解散後に手掛けた仕事のひとつでニューヨークのバンド、ブッシュ・テトラス (Bush Tetras) のプロデュースを担当した。
大衆の目前から去ったものの、ギグは続けていた。ジョー・ストラマーの死を知ったのは、パブでのステージの終演後である。そこでヒードンは以下のように述べている。
ヒードンはザ・クラッシュの旧メンバーが『ウェストウェイ・トゥ・ザ・ワールド』での再集結の後、ストラマーの死後に再結成を計画したことを嘆くコメントを残している。
ヒードンはストラマーのドキュメンタリー映画『ロンドン・コーリング/ザ・ライフ・オブ・ジョー・ストラマー』についてのインタビューを受け、ヘロイン中毒になった過程や自身がバンド解雇に至るまで、ストラマーがヒードンのガールフレンドと寝たために精神的苦痛を受けたこと、ジョーンズが大麻なしのバス・ツアーを敬遠したことといった経緯があったと述べている。またヒードンは「ロック・ザ・カスバ」のビデオを見て「誰か（テリー・チャイムズのこと）が俺の場所で俺の曲をやっている」と語った。このことが彼をひどく落胆させ、さらにドラッグへ溺れさせるきっかけとなった。ヒードンのドラッグ中毒が、1年後のジョーンズの解雇、そして1986年のバンド解散の引き金となったとも云われている。

## ドラミング・スタイル
ドラマーとしては、ヒードンはしばしばシンプルなバスドラムとスネアのアップダウンビートを強調し、クローズ・ハイハットの装飾でアクセントをつけるという独特のスタイルを使った。このようなやり方は、「クランプダウン」、「トレイン・イン・ヴェイン」、「ロスト・イン・ザ・スーパーマーケット」で見られる。「トレイン・イン・ヴェイン」でのドラミングは、ロックの中で最も重要で独特なビートとして特色付けられる。

## ディスコグラフィ
ザ・クラッシュでの曲についてはクラッシュのディスコグラフィ参照
ヒードンは1枚のスタジオ・アルバムと、1枚のEP、3枚のシングルをソロ・アーティストとして発表。また、忌野清志郎『RAZOR SHARP』 等、他のアーティストのアルバムにも参加している。
。

### スタジオ・アルバム
| 年     | タイトル                         | レーベル     | 備考                                                                             |
| ------ | -------------------------------- | ------------ | -------------------------------------------------------------------------------- |
| 1986年 | ウェイキング・アップ - Waking Up | マーキュリー |                                                                                  |
| 1986年 | Beat Runs Wild                   | マーキュリー | マーキュリー・レコードのサンプラー。ヒードンの曲は、B面5曲目の「Hope for Donna」 |

### EP
| 年     | タイトル         | レーベル     | 備考                                                                                         |
| ------ | ---------------- | ------------ | -------------------------------------------------------------------------------------------- |
| 1985年 | Leave It To Luck | マーキュリー | "Leave It To Luck"/"East Versus West"/"Got To Get Out Of This Heat S.O.S."/"Casablanca" 収録 |

### シングル
| 年     | タイトル | 収録アルバム         | レーベル              | 備考 |
| ------ | --- | -------------------- | --------------------- | ---- |
| 1985年 | "Drumming Man" / "Hope For Donna" | ウェイキング・アップ |                       | 7"   |
| 1985年 | "Ducaine Road" (Special 12" Mix) / "Hope For Donna" / "Drumming Man" (7")                                                                             | ウェイキング・アップ |                       | 12"  |
| 1985年 | "Leave It To Luck" / "Casablanca" | ウェイキング・アップ |                       |      |
| 1985年 | "Leave It To Luck"（ダブルパック） | ウェイキング・アップ | マーキュリー MERD 201 |      |
| 1986年 | "I'll Give You Everything" / "You're So Cheeky" | ウェイキング・アップ |                       |      |
| 1986年 | "I'll Give You Everything" (7" Mix) / "I'll Give You Everything" (Dub Mix) / "I'll Give You Everything" (Dance Mix) Instrumental / "You're So Cheeky" | ウェイキング・アップ |                       | 12"  |